# ЯМБ
ЯМБ (сокр. от «язык машин бухгалтерских») — язык программирования, разработанный в конце 1970-х годов в СССР. Использовался на бухгалтерских ЭВМ — электронных бухгалтерских машинах (ЭБМ) «Искра-554», «Искра-555» и «Искра-2106», электронном бухгалтерском терминале (ЭБТ) «Нева-501» и ряде других машин.
Другая версия происхождения названия языка ЯМБ — использование инициалов руководителя группы его разработки Марины Борисовны Ярошевской (Выпускница факультета точной механики ЛИТМО (1964). Работает в специальном конструкторском бюро вычислительной техники (СКБ ВТ) «Искра» (с 1965 года); генеральный директор (с 1992 года); председатель Совета директоров. Заслуженный машиностроитель Российской Федерации. Почётный машиностроитель СССР.).
Кроме использования в вышеуказанных машинах, язык ЯМБ входил в комплект поставки IBM PC/XT-совместимой ПЭВМ «Искра 1030.11».

## Знаки языка
При составлении программ на языке ЯМБ используется фиксированный набор символов, включающий цифры, заглавные буквы русского алфавита (кроме букв Ё и Ъ) и специальные символы: пробел (в описании языка иногда обозначается символом ␣), плюс (+), дефис-минус (-), звёздочка (*), косая черта (/), знак валюты (¤) и ряд других символов.
Для представления алфавитно-цифровой (текстовой) информации в ОЗУ используется 7-битный код КОИ-7 Н1 по ГОСТ 13052—74. Коды символов при этом дополняются до 8-битных байтов (октетов) добавлением нулевого бита в качестве старшего.

## Пример программы
Текст программы «обработки простейшего счёта»:
```
РПС1 Д1П4 РДК0Д3А0 ; 0 →Р2 РГ 200 040 102 082 122 ; ТАБ1 /0 001/ ТК ВЫВ ППС1
РПС2 Д1П4 ТАБ1 /0 001/ ( ТК ВЫВ )2 НБ →Р0 ¤ВЫВ- НБ →Р1 ВЫВ Р0 ХР1 НР2 ВЫВ ППС2
РПС3 Д1П4 ТАБ1 /0 001/ "ИТОГО" ВЫВ ТАБ5 Р2 →Р0 ¤ВЫВ¤
РПС4 Д1П4 ТАБ1 /0 001/ ТК ВЫВ ПГ ПГ НБ →Р1 ¤ВЫВ% Р0 % Р1 НР2 ВЫВ ППС4
РПС5 Д1П4 ТАБ1 /0 001/ "ВСЕГО" ВЫВ ТАБ5 Р2 ¤ВЫВ* ППС1
```